# Jüdischer Friedhof (Ettelbrück)

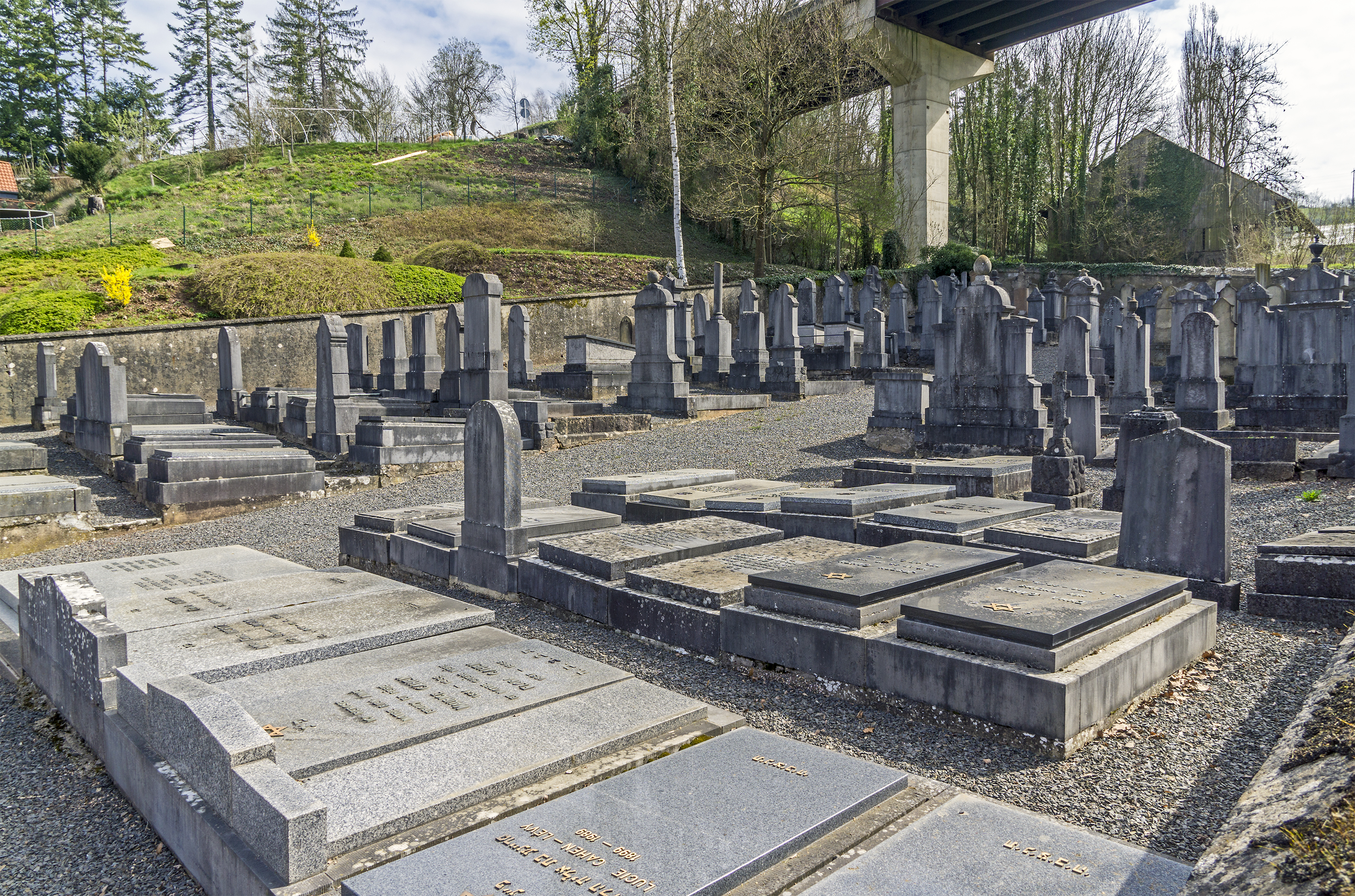
Jüdischer Friedhof in Ettelbrück (April 2016)

Der Jüdische Friedhof Ettelbrück ist ein Friedhof in der Stadt Ettelbrück im Großherzogtum Luxemburg. Der jüdische Friedhof liegt im Südosten der Stadt direkt an der östlich verlaufenden B 7 und unweit nördlich des christlichen Friedhofes.
Im Jahr 1880 genehmigte der Gemeinderat den Bau eines jüdischen Friedhofs in der „Ditgesbaach“. Auf dem Friedhof, der bis heute benutzt wird, fand die erste Bestattung im Jahr 1882 statt. Es sind zahlreiche Grabsteine erhalten.